# Abborrtjärnen (Burträsks socken, Västerbotten, 717660-171931)
Abborrtjärnen är en sjö i Skellefteå kommun i Västerbotten och ingår i Bureälvens huvudavrinningsområde.